# Владимирский монастырь на истоке Днепра
Свято-Владимирский монастырь на истоке Днепра — мужской православный монастырь Вяземской епархии Русской православной церкви, расположенный в урочище Рождество, к югу от деревни Дудкино Сычёвского района Смоленской области.

## История
Строительство храма в честь святого равноапостольного князя Владимира на истоке Днепра началось в 2010 году в рамках программы «Славянские ключи». «Славянскими ключами» при этом были названы истоки рек, берущих начало на Валдайской возвышенности, то есть Волги, Днепра, Западной Двины и Ловати (Волхова).

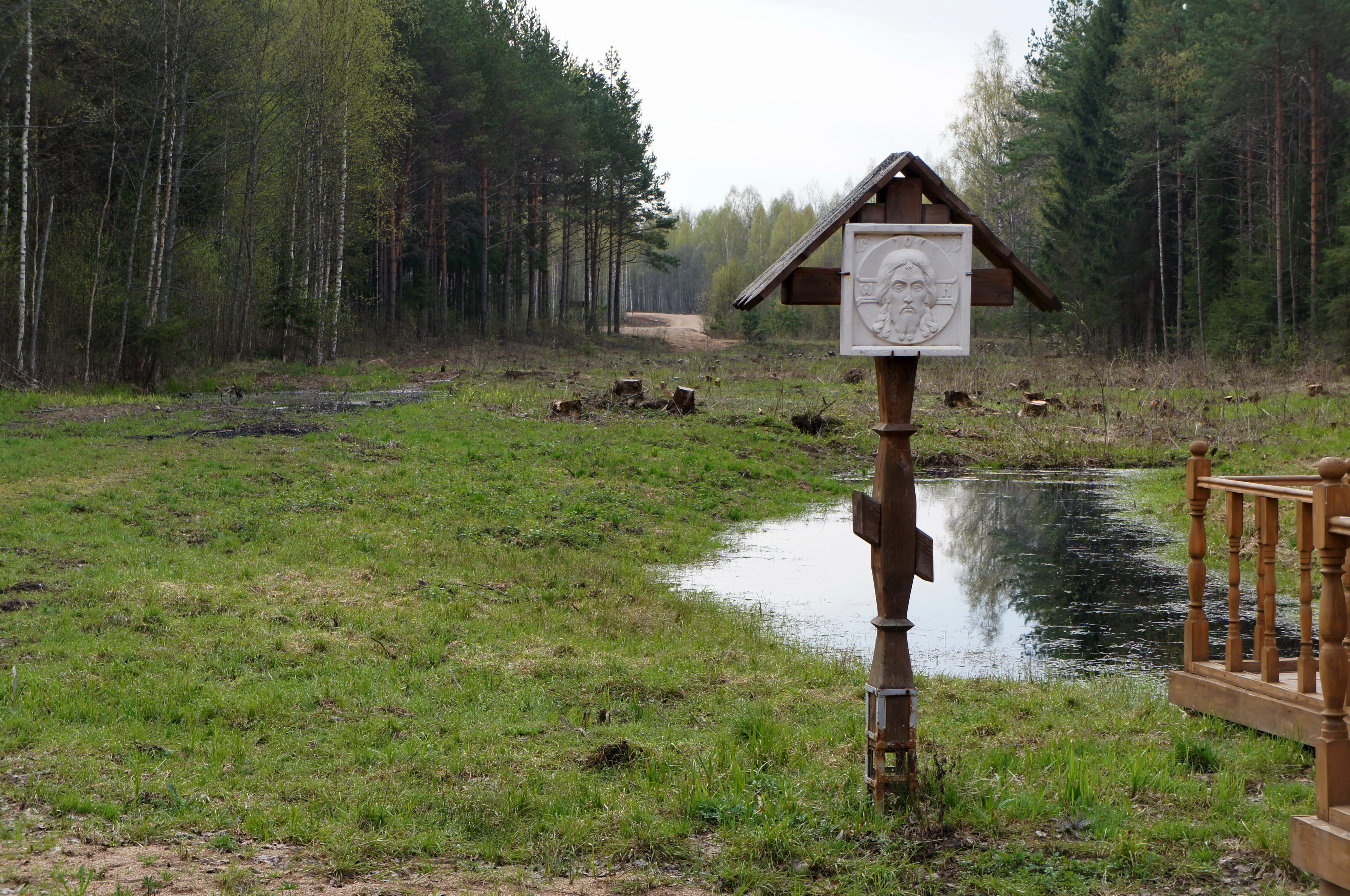
Исток Днепра

В январе 2011 года на праздник Крещения Господня на истоке Днепра впервые было совершено освящение вод реки.
В 2014 году на истоке Днепра по благословению патриарха Московского и всея Руси Кирилла было начато строительство Владимирского монастыря. В 2015 году, когда в Русской православной церкви отмечалось 1000-летие преставления святого равноапостольного князя Владимира, в монастыре завершено строительство Владимирского храма, возведены братские корпуса, облагорожена территория и источник с купелью. Патриарх Кирилл освятил Владимирский храм 29 августа 2015 года.
Все сооружения монастыря построены из дерева. Первый наместник монастыря — иеромонах Амвросий (Федукович).
23 февраля 2019 года епископ Вяземский и Гагаринский Сергий (Зятьков) освятил престол Вознесенского храма подворья Свято-Владимирского мужского монастыря в честь священномученика Харалампия.

## Наместники
- Амвросий (Федукович) (16 апреля 2016 — 26 декабря 2019)
- Тимофей (Ближенский) (20.11.2020 — настоящее время).